# رومن ماتسوف
رومن ماتسوف (انگلیسی: Roman Matsov; ۲۷ آوریل ۱۹۱۷ – ۲۴ اوت ۲۰۰۱) نوازنده ویولن، نوازنده پیانو و رهبر موسیقی اهل استونی بود.
وی ویولن را زیرنظر گئورگ کولنکامف و پیانو را زیرنظر والتر ژیسکینگ آموخت. در سال ۱۹۴۰ از آکادمی موسیقی و تئاتر استونی فارغ‌التحصیل شد و بعد از آن به کنسرواتوار سن پترزبورگ رفت.
وی همچنین برندهٔ جوایزی همچون نشان پرچم سرخ کار شده‌است.